# Lawrence C. Windom
Pour les articles homonymes, voir Windom.

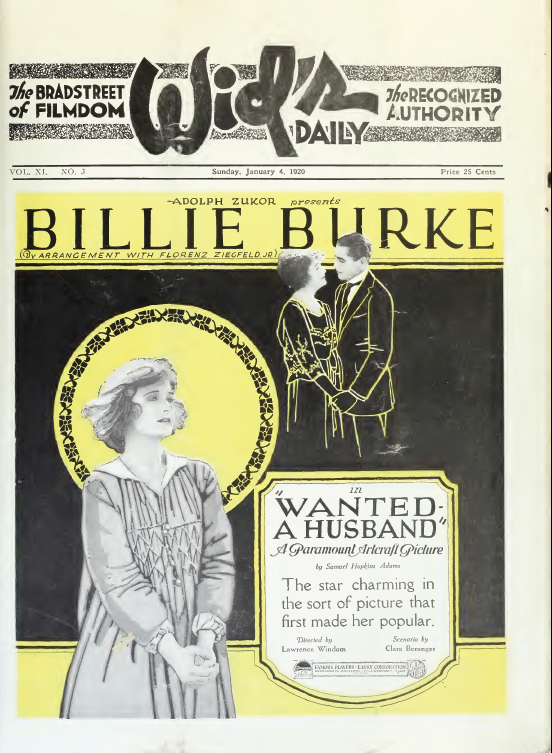
Publicité pour le film Wanted : A Husband (1919) dans « Film Daily », 1920

Lawrence C. Windom (parfois Lawrence Windom, né le 5 octobre 1872 à Lancaster dans l'Ohio et mort le 14 novembre 1957 à Columbus dans l'Ohio) est un réalisateur américain.

## Filmographie
- 1915 : Blind Justice
- 1915 : Brought Home
- 1915 : On the Little Mill Trace
- 1915 : The Destroyer
- 1915 : The Great Deceit
- 1915 : The Papered Door
- 1915 : The Spider
- 1916 : A Little Volunteer
- 1916 : A Tale from the Decameron
- 1916 : Borrowed Sunshine
- 1916 : Easy Ed
- 1916 : Her Naked Soul
- 1916 : In a Looking Glass
- 1916 : Lost, Twenty-Four Hours
- 1916 : Peter, the Hermit
- 1916 : The Beachcomber
- 1916 : The Border Line
- 1916 : The Chimney Sweep
- 1916 : The Discard
- 1916 : The Promise Land
- 1916 : The Way of Patience
- 1917 : A Four Cent Courtship
- 1917 : A Place in the Sun
- 1917 : Among Those Present
- 1917 : Efficiency Edgar's Courtship
- 1917 : Fools for Luck
- 1917 : Steps to Somewhere
- 1917 : Sundaying in Fairview
- 1917 : The Bridge of Fancy
- 1917 : The Clock Struck One
- 1917 : The Finish
- 1917 : The Five Dollar Bill
- 1917 : The Guiding Hand
- 1917 : The Hoodooed Story
- 1917 : The Kingdom of Hope
- 1917 : The Season of Childhood
- 1917 : The Small Town Guy
- 1917 : The Uneven Road
- 1917 : The Wonderful Event
- 1917 : Two-Bit Seats
- 1917 : What Would You Do?
- 1917 : When Sorrow Weeps
- 1917 : Would You Believe it?
- 1918 : A Pair of Sixes
- 1918 : Ruggles of Red Gap (en)
- 1918 : The Appearance of Evil
- 1918 : The Grey Parasol
- 1918 : The Power and the Glory
- 1918 : Uneasy Money
- 1919 : It's a Bear
- 1919 : Taxi
- 1919 : Upside Down
- 1919 : Wanted a Husband
- 1920 : Headin' Home
- 1920 : Human Collateral
- 1920 : Nothing but Lies
- 1920 : The Girl With the Jazz Heart
- 1920 : The Truth
- 1920 : The Very Idea
- 1922 : Solomon in Society
- 1923 : Modern Marriage
- 1923 : Sinner or Saint
- 1923 : The Truth About Wives
- 1927 : Should a Mason Tell?
- 1927 : Their Second Honeymoon
- 1928 : Faithless Lover
- 1931 : Enemies of the Law